# Isotima tripartita
Isotima tripartita är en stekelart som först beskrevs av Brulle 1846.  Isotima tripartita ingår i släktet Isotima och familjen brokparasitsteklar. Inga underarter finns listade i Catalogue of Life.